# Don Budge
John Donald ("Don") Budge (13/6/1915 - 26/1/2000) là một tay vô địch quần vợt Mỹ. Ông được nhiều người cho là một trong những tay quần vợt hay nhất trong lịch sử. Ông nổi tiếng nhất là người đầu tiên thắng Grand Slam tức là thắng 4 giải Vô Địch Úc, Pháp, Anh (Wimbledon), và Mỹ trong cùng một năm (1938). Cho tới nay chỉ có một tay quần vợt nam khác là Rod Laver đã thắng được Grand Slam như Don Budge.
Ông được coi là có cú "rờ ve" (trái tay) một tay hay nhất trong lịch sử quần vợt.